# Occidental Petroleum Company
Occidental Petroleum Company es una compañía argentina, ubicada en Andoas, Perú. Uno de sus accionistas son Petroperú y Fernando Zevallos, este también le hacía el servicio de transporte con Aero Continente.
El 8 de diciembre del 2006, se dio la orden de dejar de operar ya que la población estaba en contra de la contaminación y los bajos cánones.
- Datos: Q6048362